# Jenny McCarthy
Jennifer Ann „Jenny” McCarthy (ur. 1 listopada 1972 w Evergreen Park) – amerykańska aktorka, modelka, aktywistka, osobowość medialna i autorka. Karierę rozpoczęła jako naga modelka dla magazynu „Playboy”, w październiku 1993 została nazwana Playmate of the Month.

## Życiorys

### Wczesne lata
Urodziła się w Evergreen Park w Illinois jako córka Lindy i Dana McCarthy. Matka była kustoszem sądowym, a jej ojciec był brygadzistą w hucie. Jej ojciec ma pochodzenie irlandzkie, jej dziadek ze strony matki był Niemcem pochodzenia polskiego, a jej babka ze strony matki miała korzenie chorwackie. Miała trzy siostry - Amy, Joanne i Lynette. Dorastał w południowej części Chicago. W 1990 ukończyła Mother McAuley Liberal Arts High School. Była cheerleaderką zarówno w Brother Rice High School, jak i St. Laurence High School. Spędziła dwa lata na Southern Illinois Universit w Carbondale.

### Kariera
Rozpoczęła karierę jako modelka, gdy w 1993 magazyn „Playboy” zaoferował jej 20 tys. dolarów za pozowanie do publikacji. Została wybrana spośród 10 tys. kandydatek, aby w październiku 1993 zostać 481. Playmate of the Month. McCarthy pozowała ubrana w sweter z Mother McAuley Liberal Arts High School, a wydawca „Playboya” Hugh Hefner przyznał, że jej wizerunek „katolickiej uczennicy” wyróżnia ją spośród innych. Społeczność katolicka w jej sąsiedztwie zaprotestowała, sąsiedzi rzucali jajkami w jej dom, a jej siostry były szykanowane w swoich szkołach. Niektóre katolickie zakonnice, które jej rodzina uważała za bliskich przyjaciół, pouczały ją, a także bliskich członków jej rodziny, o karze boskiej, którą spotkają w życiu pozagrobowym. McCarthy wytrwała pomimo sprzeciwów. Magazyn „Playboy” zaoferował jej kontrakt o wartości 100 tys. dolarów, a w 1994 została wybrana Playmate roku. Później prowadziła program telewizyjny Playboy TV Hot Rocks, w którym transmitowano nieocenzurowane teledyski. McCarthy kontynuowała współpracę z magazynem „Playboy” i pojawiła się jako dziewczyna z okładki wrześniowego wydania 1997, a później w 2005.
W 1995 MTV wybrało McCarthy na współprowadzącą nowego programu randkowego Singled Out. Jej praca jako współgospodarza zakończyła się sukcesem. W tym samym roku pojawiła się również na płatnej imprezie World Wrestling Federation (WWF) - WrestleMania XI jako gość kamerdynera złoczyńcy Shawna Michaelsa, który zmierzył się z bohaterskim WWE Championship, Dieselem. Wyszła po meczu ze zwycięzcą Dieselem. W 1996 została uznana za jedną z 50. najpiękniejszych ludzi świata przez magazyn „People”. W 1997 zdobyła nagrodę Złotego Jabłka (przyznawaną przez Hollywood Women’s Press Club) dla Gwiazdy Roku.
Była przesłuchiwana do głównej roli Nomi Malone w dramacie erotycznym Paula Verhoevena Showgirls (1995) i była blisko jej otrzymania, lecz straciła ją, gdy się okazało, że nie umie tańczyć. Rolę Nomi ostatecznie zagrała Elizabeth Berkley. Dostała niewielką rolę w komedii przygodowej Johna Landisa Świat według głupich (The Stupids, 1996) z Tomem Arnoldem. Od 5 marca do 30 lipca 1997 prowadziła program komediowy MTV The Jenny McCarthy Show, który był na tyle popularny, że NBC podpisało z nią kontrakt na sitcom Jenny, w którym występowała od 28 września 1997 do 12 stycznia 1998. Wydała również autobiografię Jen-X: Jenny McCarthy’s (1997). Gościła w programie Howarda Sterna The Howard Stern Radio Show (1997, 2000, 2003, 2004, 2006). Rola Yvette Denslow w komedii sportowej Davida Zuckera Bejsbolo - kosz (BASEketball, 1998) z Treyem Parkerem przyniosła jej nominację do Złotej Maliny w kategorii najgorsza aktorka drugoplanowa. Kandydowała do roli Natalie Cook w komedii sensacyjnej McG Aniołki Charliego (Charlie’s Angels, 2000). Była scenarzystką i producentką komedii romantycznej Dirty Love (2005), gdzie wystąpiła jako fotografka Rebecca Sommers; otrzymała dwie Złote Maliny jako najgorsza aktorka i najgorszy scenariusz. McCarthy powróciła do World Wrestling Entertainment (WWE, dawniej WWF) 2 sierpnia 2008 podczas Main Eventu XXXVI Saturday Night, aby podziękować fanom za wsparcie Generation Rescue, organizacji wspierającej autyzm.

## Życie prywatne
W latach 1996–1997 spotykała się z Ivanem Sergei. W 1998 poznała Johna Mallory Ashera, za którego wyszła za mąż 11 września 1999. Mają syna Evana Josepha (ur. 18 maja 2002), u którego w maju 2005 zdiagnozowano autyzm. Ich małżeństwo zakończyło się rozwodem we wrześniu 2005.
Od grudnia 2005 do kwietnia 2010 była związana z Jimem Carreyem. 31 sierpnia 2014 poślubiła piosenkarza i aktora Donniego Wahlberga, muzyka New Kids on the Block i znanego z serialu Zaprzysiężeni, po tym, jak zaczęli się spotykać od kwietnia 2013.

## Wybrana filmografia

### Filmy
| Rok  | Tytuł                                                                                  | Rola                    | Reżyser                    |
| ---- | -------------------------------------------------------------------------------------- | ----------------------- | -------------------------- |
| 1995 | Rzeczy, które robisz w Denver, będąc martwym (Things to Do in Denver When You're Dead) | pielęgniarka            | Gary Fleder                |
| 1996 | Świat według głupich (The Stupids)                                                     | aktorka                 | John Landis                |
| 1998 | Bejsbolo-kosz (BASEketball)                                                            | Yvette Denslow          | David Zucker               |
| 1999 | Brylanty (Diamonds)                                                                    | Sugar                   | John Asher                 |
| 2000 | Krzyk 3 (Scream 3)                                                                     | Sarah Darling           | Wes Craven                 |
| 2000 | Pyton (Python, TV)                                                                     | Francesca Garibaldi     | Richard Clabaugh           |
| 2000 | Live Girls (TV)                                                                        | Rebecca                 | Arlene Sanford             |
| 2001 | Bogu dzięki (Thank Heaven)                                                             | Julia                   | John Asher                 |
| 2001 | Honey Vicarro (TV)                                                                     | Honey Vicarro           | Daniel Knauf               |
| 2002 | Miłość w wielkim mieście (The Perfect You)                                             | Whitney                 | Matthew Miller             |
| 2003 | Straszny film 3 (Scary Movie 3)                                                        | Katie                   | David Zucker               |
| 2003 | Untitled Jenny McCarthy Project (TV)                                                   | Portia                  | Gil Junger                 |
| 2005 | Dirty Love                                                                             | Rebecca Somers          | John Asher                 |
| 2006 | John Tucker musi odejść (John Tucker Must Die)                                         | Lori                    | Betty Thomas               |
| 2006 | Córka Mikołaja (Santa Baby, TV)                                                        | Mary Class / Mary Claus | Ron Underwood              |
| 2006 | Untitled Patricia Heaton Project (TV)                                                  | Hilary                  | Ted Wass                   |
| 2008 | Świadek bezbronny (Witless Protection)                                                 | Connie                  | Charles Robert Carner      |
| 2008 | Tripping the Rift: The Movie (wideo)                                                   | Sześć (głos)            | Berni Denk                 |
| 2008 | Paróweczki (Wieners)                                                                   | panna Isaac             | Mark Steilen               |
| 2009 | Córka Mikołaja 2: Święta pod znakiem zapytania (Santa Baby 2)                          | Mary Class / Mary Claus | Ron Underwood              |
| 2010 | Żółwik Sammy (A Turtle’s Tale: Sammy’s Adventures)                                     | Shelly (głos)           | Ben Stassen / Mimi Maynard |
| 2015 | Wyprowadzona (Tooken)                                                                  | w roli samej siebie     | John Asher                 |

### Seriale TV
- 1996: Słoneczny patrol (Baywatch) jako April Morella
- 1996: Skrzydła (Wings) jako Dani
- 1999: Pan Złota Rączka (Home Improvement) jako Alex
- 2000: Mad TV - w roli samej siebie
- 2000–2003: Ja się zastrzelę (Just Shoot Me!) jako Brandi
- 2007: Dwóch i pół (Two and a Half Men) jako Courtney

### Gry wideo
- 2008: Command & Conquer: Red Alert 3 jako agentka specjalna Tanya (głos)